# Rebound (serie televisiva)
Rebound (リバウンド?, Ribaundo) è un dorama stagionale prodotto e mandato in onda da Nippon Television nel 2011 in 10 puntate.

## Trama
Nobuko è cresciuta coi genitori che gestiscono un ristorante il quale serve soprattutto tonkatsu: a forza di mangiare fritture e dolci a poco più di 20 anni la ragazza si trova in una situazione che sfiora l'obesità.
A seguito di un rapporto sentimentale rivelatosi del tutto fallimentare Nobuko dà inizio ad una svolta radicale della propria esistenza, questo grazie ad una dieta ferrea che la conduce verso una forma perfetta; contemporaneamente comincia anche a lavorare per una rivista di moda. Tutto pare seguire il percorso programmato in anticipo dalla giovane, fino a che non gli accade d'incontrare Taiichi, un bel pasticciere.
Purtroppo Nobuko prova un'irresistibile attrazione nei confronti di tutti i tipi di dolciumi, e quando comincia a mangiarne non riesce più a smettere. Al posto di lavoro l'hanno già avvertita che se comincia a metter su peso verrà di sicuro licenziata in tronco. Nobuko purtroppo è fortemente innamorata sia di Taiichi che delle sue ottime torte.

## Cast
- Saki Aibu - Nobuko
- Mokomichi Hayami - Taiichi (e suo fratello gemello ep1,10)
- Mayumi Wakamura - Morinaka Ran
- Maki Nishiyama - Naito Yuki
- Chiaki Kuriyama
- Ryo Katsuji
- Maki Nishiyama
- Kazuaki Hankai
- Kazue Ito
- Idehito Ishizuka
- Mayumi Wakamura

### Altri
- Natsuhi Ueno - Shibutani (ep1-5,7-9)
- Asami Imajuku - Nishii (ep1-5,7-9)
- Rei Noma - Nakata (ep1-5,7-9)
- Tomoya Ogaki - Komuro (ep1-5,7-9)
- Manami Takahashi - Ishida (ep1-5,7-9)
- Airi Osugi - Tanimoto (ep1-5,7-9)
- Aoi Ichikawa - Watabe (ep1-5,7-9)
- Sae Sakamoto - Yabe (ep1-5,7-9)
- Rumiko Ohashi - Kimura (ep1-5,7-9)
- Sanae Yuki - Kojima (ep1,6-9)
- Sayuri Watanabe - EDEN staff (ep1,5)
- Daisuke Yamazaki - boss dell'EDEN (ep8-9)
- Kaori Hayashi - una modella (ep8)
- Mikio Shuto - cameraman (ep1,6-7,9)
- Keiji Maekawa - cameraman (ep4)
- Ryō Ryūsei - Tenno Shiro
- Aihime Yamaoka - Kudo Ai